# Thomas Parr (rycerz)
Thomas Parr (ur. ok. 1483, zm. 11 listopada 1517) – angielski rycerz, dworzanin i lord dworu Kendal w Westmorland za panowania dynastii Tudorów. Jedną z jego córek była Katarzyna Parr, szósta i ostatnia żona króla angielskiego Henryka VIII Tudora.